# 梅特卡夫山
梅特卡夫山（英語：Mount Metcalfe），是南極洲的山峰，位於葛拉漢地的法利埃海岸，處於威爾科克斯山以南3公里的麥克莫林冰川源頭南岸，由英國南極名稱諮詢委員會命名，現時由南極條約體系管理。